# Yūki Itō
Yūki Itō (jap. 伊藤 有希, Itō Yūki, * 10. Mai 1994 in Kamikawa) ist eine japanische Skispringerin. Ihr bisher größter sportlicher Erfolg war der Sieg mit der japanischen Mixed-Mannschaft bei den Weltmeisterschaften 2013 im Fleimstal.

## Werdegang
Itō gab am 5. März 2007 auf der Zaō-Schanze in Yamagata ihr Debüt im Skisprung-Continental-Cup. In ihrem dritten Springen in Sapporo gelang ihr mit dem dritten Platz überraschend erstmals der Sprung aufs Podium. Es blieb jedoch für längere Zeit der letzte Podestplatz. Bei den Junioren-Weltmeisterschaften 2008 in Zakopane erreichte sie von der Normalschanze den 18. Platz. Ein Jahr später bei den Junioren-Weltmeisterschaften 2009 in Štrbské Pleso sprang sie auf den 10. Platz. Die Saison 2008/09 beendete sie als bisher erfolgreichste Saison auf dem 25. Platz der Continental-Cup-Gesamtwertung. In Liberec erreichte sie bei den Nordischen Skiweltmeisterschaften 2009 den 17. Platz von der Normalschanze. 2009 steigerte Itō ihre Leistungen und erreichte am 22. August 2009 in Lillehammer erneut den dritten Platz. Im Springen von der Normalschanze bei den Junioren-Weltmeisterschaften 2010 in Hinterzarten sprang sie auf den 17. Platz. Am Ende der Continental Cup Saison 2009/10 belegte sie den 27. Platz.
Die Saison 2010/11 beendet sie auf dem 17. Platz der Continental-Cup-Gesamtwertung. Bei den Junioren-Weltmeisterschaften 2011 in Otepää holte sie auf der Normalschanze die Bronzemedaille und bei den Nordischen Skiweltmeisterschaften 2011 in Oslo sprang sie auf den 15. Platz. Bei den Nordischen Junioren-Skiweltmeisterschaften 2012 in Erzurum belegte sie den siebten Platz im Einzelwettbewerb und holte im Mannschaftswettbewerb zusammen mit Yurina Yamada, Kaori Iwabuchi und Sara Takanashi die Goldmedaille.
Die Premiere des Mixed-Team-Wettbewerbes im Rahmen des Sommer-Grand-Prix am 14. August 2012 im französischen Courchevel gewann sie mit dem japanischen Team. Bei den Nordischen Skiweltmeisterschaften 2013 im Val di Fiemme belegte sie den 20. Platz im Einzel und gewann mit Daiki Itō, Sara Takanashi und Taku Takeuchi die Goldmedaille im erstmals ausgetragenen Mixed-Team-Wettbewerb.
Am 18. Januar 2014 erreichte Itō mit dem zweiten Platz in Zaō ihr erstes Weltcuppodium. Bei den Nordischen Junioren-Skiweltmeisterschaften 2014 in Val di Fiemme belegte sie den vierten Platz im Einzelwettbewerb und holte im Mannschaftswettbewerb zusammen mit Haruka Iwasa, Yurina Yamada und Sara Takanashi die Goldmedaille. Bei der Olympiapremiere des Damenskispringens in Sotschi belegte sie Rang sieben.
Bei den Nordischen Skiweltmeisterschaften 2015 im Falun erreichte sie hinter Carina Vogt die Silbermedaille im Einzelwettbewerb. Im Mixed-Teamwettbewerb holte sie zusammen mit Sara Takanashi, Noriaki Kasai und Taku Takeuchi die Bronzemedaille.
In der Saison 2016/17 feierte Itō auf der Miyanomori-Schanze in Sapporo ihren ersten Weltcupsieg, dem am Wochenende darauf in Yamagata zwei weitere folgten. Bei der „Olympiageneralprobe“ auf der Normalschanze im Alpensia Jumping Park von Pyeongchang gelang ihr Saisonsieg Nummer vier. Bei den Nordischen Skiweltmeisterschaften 2017 in Lahti galt sie neben Sara Takanashi als die größte Favoritin, musste sich jedoch wie zwei Jahre zuvor Carina Vogt geschlagen geben. Nach dem ersten Durchgang hatte sie noch in Führung gelegen. Im Mixed-Teamwettbewerb holte sie zusammen mit Sara Takanashi, Taku Takeuchi und Daiki Itō wie schon zwei Jahre zuvor die Bronzemedaille. Beim Weltcup-Finale in Oslo holte sie ihren fünften Saisonsieg. Sie belegte im Gesamtweltcup den zweiten Platz hinter Sara Takanashi mit 1208 Punkten und erzielte damit ihr bis dahin bestes Karriereergebnis.
Am 18. August 2017 gewann sie in Frenštát pod Radhoštěm erstmals ein Sommer-Grand-Prix-Springen. In der Saison 2017/18 gewann sie mit der japanischen Mannschaft die ersten beiden Mannschaftsspringen in der Geschichte des Damen-Weltcups in Hinterzarten und Yamagata. Bei den Olympischen Winterspielen 2018 in Pyeongchang belegte sie den neunten Rang im Einzelwettbewerb auf der Normalschanze.
Bei den Weltmeisterschaften 2019 in Seefeld in Tirol wurde sie im Einzelwettbewerb 15. und belegte mit den japanischen Teams in den Mannschaftswettbewerben die Ränge fünf (Mixed) und sechs (Frauen). Zwei Jahre später erreichte sie bei den Weltmeisterschaften 2021 in Oberstdorf den vierten Platz im Mannschaftswettbewerb der Frauen und Rang fünf mit dem Mixedteam. In den Einzelwettbewerben wurde sie Elfte von der Normal- und 13. von der Großschanze.
Bei den Olympischen Winterspielen 2022 in Peking belegte sie den 13. Rang im Einzelwettbewerb auf der Normalschanze. Mit dem japanischen Mixedteam belegte sie den vierten Platz.
Am 5. Februar 2023 feierte sie auf der Mühlenkopfschanze in Willingen ihren sechsten Weltcupsieg, dieser war ihr erster Einzelsieg in einem Weltcupwettbewerb nach fast sechs Jahren.

## Privates
Nach Abschluss der Schule trat sie in das Immobilienunternehmen Tsuchiya Home ein, für deren Skimannschaft sie seitdem antritt.

## Erfolge

### Weltcupsiege im Einzel
| Nr. | Datum            | Ort         | Typ           |
| --- | ---------------- | ----------- | ------------- |
| 1.  | 14. Januar 2017  | Sapporo     | Normalschanze |
| 2.  | 20. Januar 2017  | Yamagata    | Normalschanze |
| 3.  | 21. Januar 2017  | Yamagata    | Normalschanze |
| 4.  | 15. Februar 2017 | Pyeongchang | Normalschanze |
| 5.  | 12. März 2017    | Oslo        | Großschanze   |
| 6.  | 5. Februar 2023  | Willingen   | Großschanze   |
| 7.  | 24. März 2023    | Lahti       | Großschanze   |
| 8.  | 2. Dezember 2023 | Lillehammer | Normalschanze |
| 9.  | 14. Januar 2024  | Sapporo     | Großschanze   |

### Weltcupsiege im Team
| Nr. | Datum             | Ort          | Typ                 |
| --- | ----------------- | ------------ | ------------------- |
| 1.  | 6. Dezember 2013  | Lillehammer  | Normalschanze Mixed |
| 2.  | 16. Dezember 2017 | Hinterzarten | Normalschanze       |
| 3.  | 20. Januar 2018   | Yamagata     | Normalschanze       |

### Grand-Prix-Siege im Einzel
| Nr. | Datum           | Ort                    | Typ           |
| --- | --------------- | ---------------------- | ------------- |
| 1.  | 18. August 2017 | Frenštát pod Radhoštěm | Normalschanze |

### Grand-Prix-Siege im Team
| Nr. | Datum           | Ort          | Typ                 |
| --- | --------------- | ------------ | ------------------- |
| 1.  | 14. August 2012 | Courchevel   | Normalschanze Mixed |
| 2.  | 27. Juli 2013   | Hinterzarten | Normalschanze Mixed |

### Continental-Cup-Siege im Einzel
| Nr. | Datum        | Ort      | Typ           |
| --- | ------------ | -------- | ------------- |
| 1.  | 9. März 2011 | Yamagata | Normalschanze |

## Statistik

### Weltcup-Platzierungen
| Saison  | Platz | Punkte |
| ------- | ----- | ------ |
| 2011/12 | 20.   | 0130   |
| 2012/13 | 18.   | 0210   |
| 2013/14 | 03.   | 0759   |
| 2014/15 | 05.   | 0434   |
| 2015/16 | 08.   | 0505   |
| 2016/17 | 02.   | 1208   |
| 2017/18 | 04.   | 0661   |
| 2018/19 | 12.   | 0571   |
| 2019/20 | 12.   | 0380   |
| 2020/21 | 14.   | 0245   |
| 2021/22 | 08.   | 0449   |
| 2022/23 | 08.   | 0766   |
| 2023/24 | 04.   | 1018   |
| 2024/25 | 13.   | 0509   |

### Grand-Prix-Platzierungen
| Saison | Platz | Punkte |
| ------ | ----- | ------ |
| 2012   | 12.   | 0099   |
| 2013   | 16.   | 0100   |
| 2014   | 05.   | 0096   |
| 2015   | 02.   | 0350   |
| 2016   | 04.   | 0137   |
| 2017   | 05.   | 0220   |
| 2018   | 04.   | 0252   |
| 2019   | 27.   | 0017   |
| 2021   | 11.   | 0162   |
| 2022   | 25.   | 0050   |
| 2023   | 31.   | 0040   |
| 2024   | 23.   | 0060   |